# Raja clavata
Espèce
Statut de conservation UICN

 NT  : Quasi menacé
La raie bouclée (Raja clavata) est une espèce de raies de l'ordre des Rajiformes que l'on rencontre de la Norvège à l'Afrique du Sud, en Méditerranée, autour des îles Britanniques, et même jusqu'en Islande. Sur le plan commercial, c'est l'espèce de rajidé la plus importante des pêches françaises. C'est également la plus recherchée au point de vue gustatif.

## Dénominations

### Noms normalisés
Noms FAO :
- Français : raie bouclée.
- Anglais : thornback ray.
- Espagnol : raya de clavos.

Autre dénomination de vente admise : raie.

### Noms français régionaux
- Manche : clouée (Boulogne), raie grise (Boulogne, Port-en-Bessin, Cherbourg, Granville, La Rochelle), raie grise bouclée (Cherbourg), raie frisée, raitène (Cotentin[1]), grisard (Granville), rea griz (Bretagne).
- Atlantique : raie verte (Douarnenez), raie grise (Concarneau), ikara,

zerra bouké (côte Basque).
- Méditerranée : clavaillada (Port-Vendres), clavelada, clavelado, clabelada (Languedoc, Provence), razza spiniza (Bastia).

## Répartition géographique
Rare au sud-est de l'Islande, au nord-ouest de la Norvège et autour des îles Féroé. Commune en mer du Nord et dans l'Atlantique nord-est, de l'Écosse à la Mauritanie. Méditerranée, mer Noire, Atlantique sud-est et océan Indien sud-ouest.

## Répartition bathymétrique
Elle vit de la côte à 500 m de profondeur, les concentrations les plus élevées se trouvant entre -10 et -60 m.

## Caractères distinctifs
La raie bouclée est la seule raie européenne à avoir la queue colorée de zones transversales alternativement sombres et claires, ce qui lui donne un aspect annelé. Elle se caractérise aussi par la présence fréquente sur le dos et sur le ventre de boucles, sortes de grosses épines recourbées à base circulaire. Chez les individus en provenance de certains secteurs de pêche, comme le golfe de Gascogne, ces boucles peuvent être totalement absentes. Il faut également souligner que l'on ne doit pas tenir compte de la coloration dorsale qui peut présenter de très fortes variations d'un spécimen à l'autre.
- Taille maximale : 115 cm.
- Taille commune : 40–105 cm.

## Photos

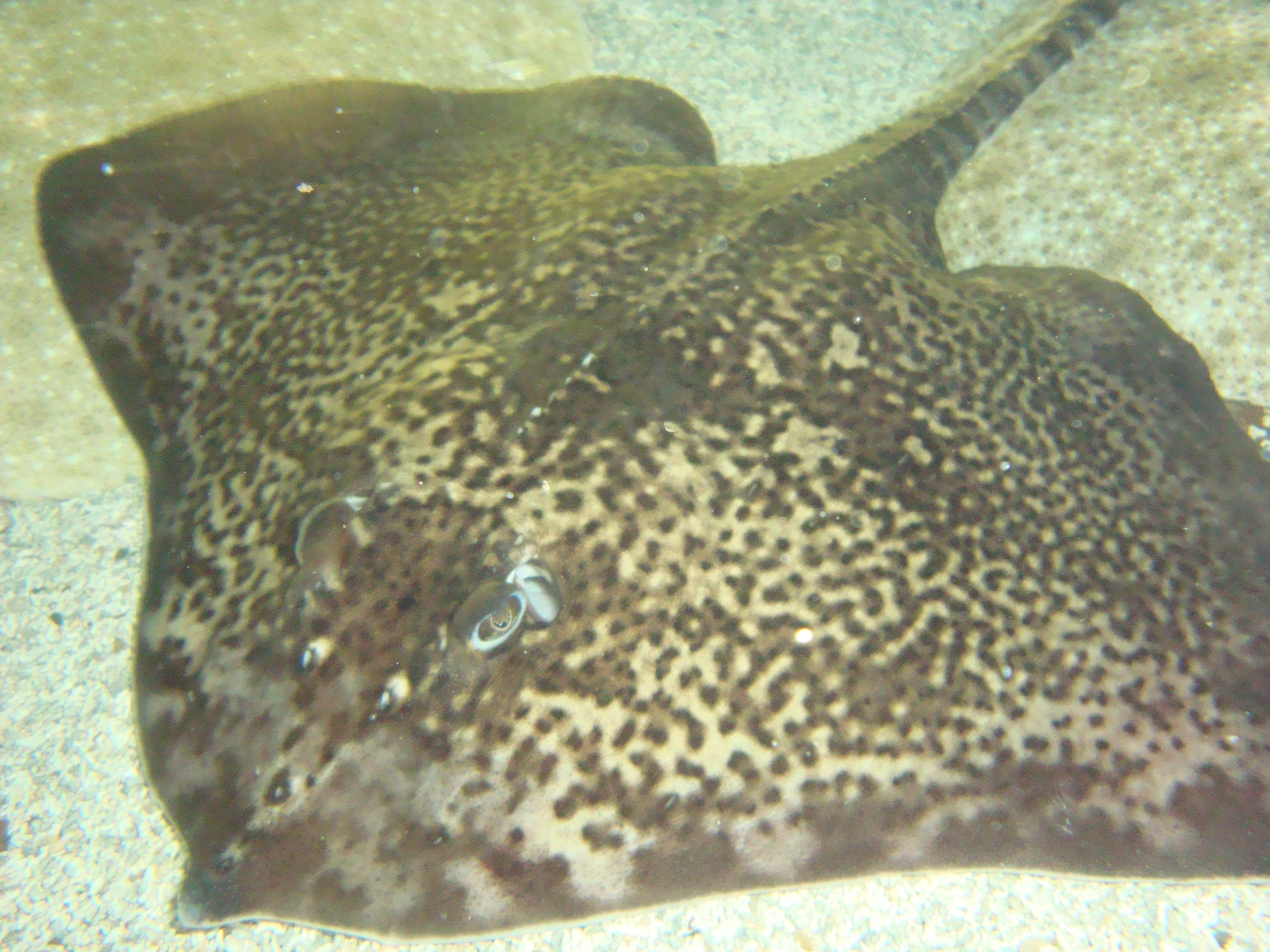
Raie bouclée (Raja clavata) dans le bassin tactile de Mareis
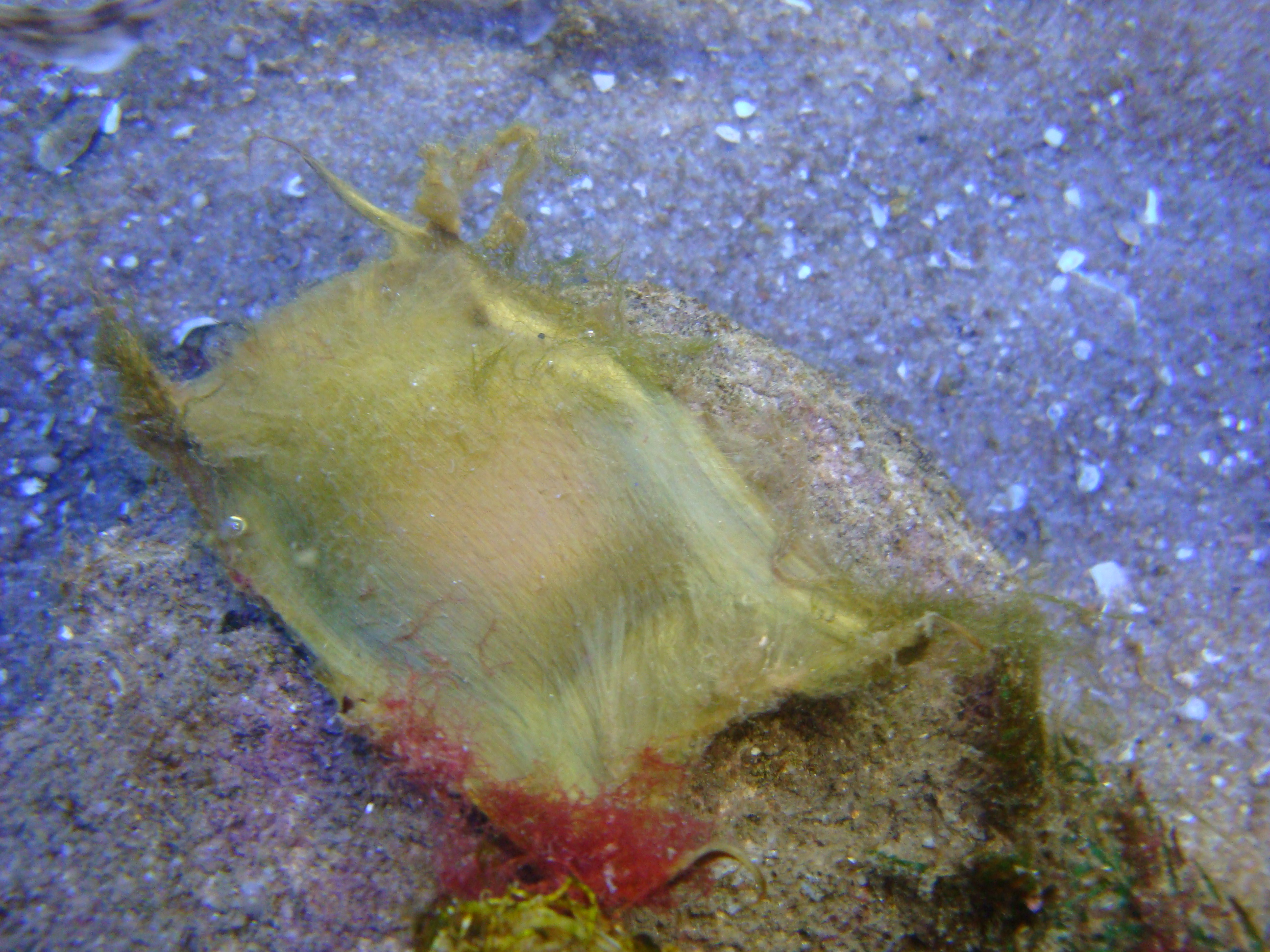
Œuf de raie bouclée (Raja clavata) dans la nurserie de Mareis
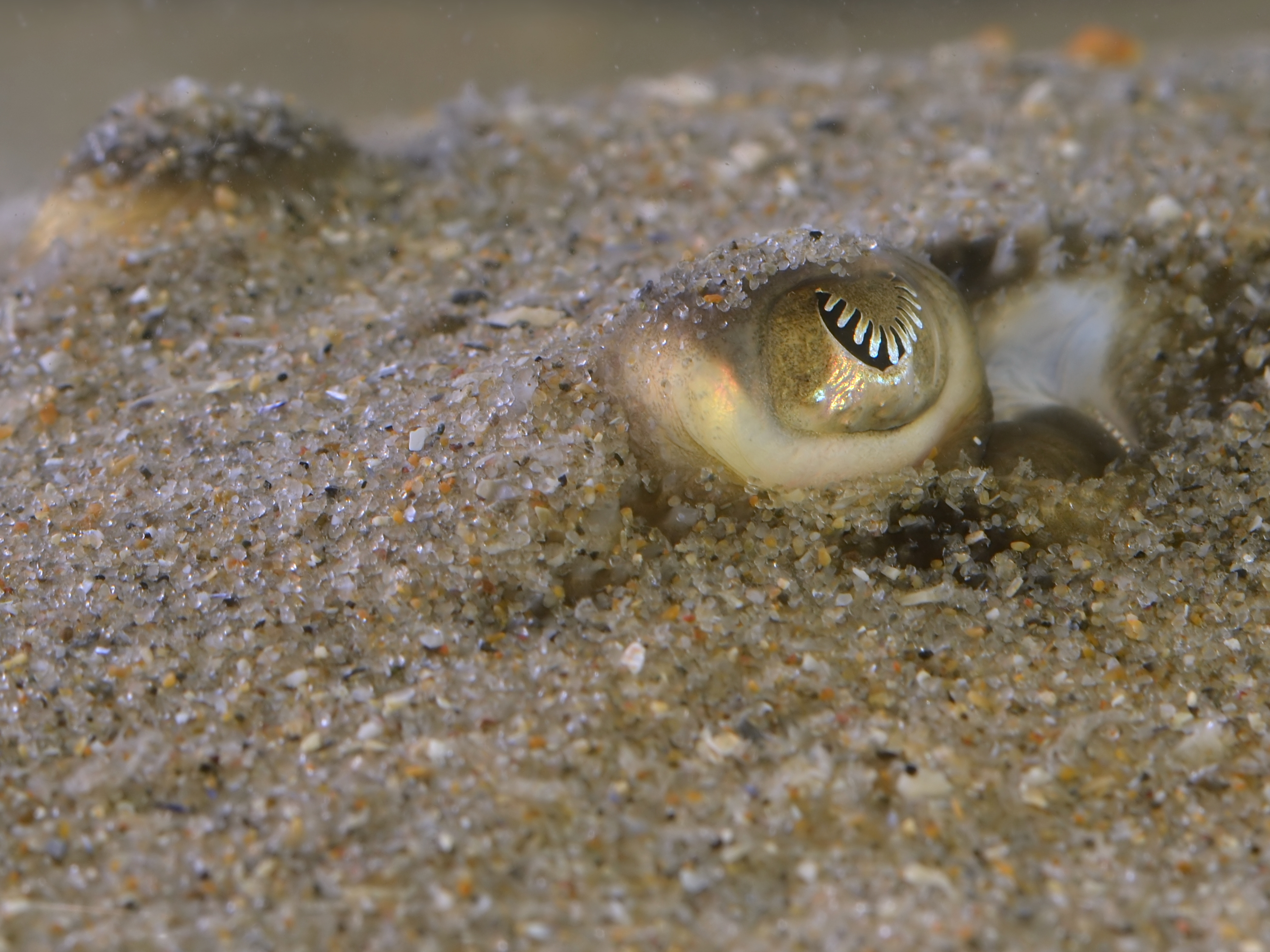
Œil d'une raie bouclée